# Lasar Wiktorowitsch Karelin
Lasar Wiktorowitsch Karelin, wirklicher Familienname: Katz (russisch Лазарь Викторович Карелин; * 12. Juni 1920 in Moskau; † 20. November 2005 ebenda) war ein sowjetisch-russischer Schriftsteller und Dramaturg.

## Leben
Karelins jüdische Eltern wurden 1914 bei Kriegsausbruch aus Białystok vertrieben. Ihre Odyssee führte die Familie 1932 weiter nach Solikamsk. Sechs Jahre später durfte der Vater letztere Stadt mit seiner Familie verlassen.
1943 absolvierte Karelin als Drehbuchautor das Moskauer Gerassimow-Institut für Kinematographie und zog darauf in den Krieg. Nach dem Kriege arbeitete er in seinem erlernten Beruf im turkmenischen Filmstudio Aschchabad. Seit 1956 war Karelin Mitglied des sowjetischen Schriftstellerverbandes.

## Auszeichnungen
- Rotbannerorden
- Orden der Völkerfreundschaft

## Deutschsprachige Übersetzungen
- Lasar Karelin: Stufe um Stufe, S. 117–184 in: Im Morgengrauen ist es noch still. Drei Erzählungen. Aus dem Russischen von Harry Schnittke und Eva und Alexander Grossmann, aus dem Lettischen von Irene Weggen. (enthält außer der Titelgeschichte von Boris Wassiljew noch: Gunārs Cīrulis: Das Meer bewahrt keine Spuren).  Militärverlag, Ost-Berlin 1976. 232 Seiten (russ. Ступени / Stupeni, 1971 im Moskauer Verlag Sowjetrussland erschienen)
- Lasar Karelin: Der Schlangenfänger. Roman. Aus dem Russischen von Monika Tantzscher. Verlag Volk und Welt, Berlin 1985, 213 Seiten (russ. Змеелов / Smeelow, 1980–1981 entstanden, 1983 im Verlag Moskauer Arbeiter in Moskau erschienen)
- Lasar Karelin: Notausgang (russ. Запасный выход / Sapasny wychod), Übersetzerin Anna Kießl, S. 212–234 in: Russische Erzählungen der Gegenwart. Herausgegeben von Bodo Zelinsky, Reclam, Stuttgart 1992, RUB 8829. ISBN 3-15-008829-1